# La grande strada
Pour plus de détails, voir Fiche technique et Distribution.
La grande strada (polonais : Wielka droga) est un film de guerre italo-polonais réalisé par Michał Waszyński sous la supervision de Vittorio Cottafavi, sorti en 1946.
Le film comporte des images originales de l'armée polonaise pendant la Seconde Guerre mondiale, tandis que le titre fait référence à la longue marche des troupes polonaises dirigées par le général Władysław Anders depuis la Sibérie jusqu'à l'Italie, en passant par le Proche-Orient.

## Synopsis
En 1939, peu avant le début de la Seconde Guerre mondiale, Adam et Irene Wolska tombent amoureux dans la ville de Lviv.
Le début de la guerre les sépare lorsqu'ils sont tous deux déplacés par les Soviétiques vers la rivière Kolyma, dans le nord-est de la Sibérie, où ils sont brièvement réunis lorsqu'ils s'enrôlent dans l'armée du général Władysław Anders, qui fera plus tard partie du IIe corps d'armée polonais.
De nouveau séparé d'Irène, Adam marche avec l'armée depuis la Sibérie jusqu'au Proche-Orient et se bat sur le front italien. Au cours de la bataille de Cassino, il est blessé lors du premier assaut et perd temporairement la vue.
Pendant son séjour à l'hôpital militaire, l'infirmière Edwige trouve et lit le journal d'Adam, dans lequel sont consignés tous les événements de sa vie à Lviv, le déclenchement de la guerre et l'assaut soviétique, la déportation en Sibérie, l'évacuation de l'URSS, son séjour en Iran, en Irak, en Palestine mandataire, en Égypte et la première attaque sur le Monte Cassino. Pour tenter d'alléger ses souffrances, l'infirmière se fait passer pour sa fiancée Irène, mais tombe en fait amoureuse d'Adam. Adam se remet de ses blessures et, après la victoire polonaise à Monte Cassino, suit l'armée avec Irène jusqu'au nord de l'Italie, où ils participent à la libération de Bologne. À la fin de la guerre, ils décident de s'installer dans la ville émilienne.

## Fiche technique
- Titre original italien : La grande strada[3]
- Titre polonais : Wielka droga
- Réalisation : Michał Waszyński, sous la supervision de Vittorio Cottafavi[1]
- Scénario : Konrad Tom
- Photographie : Stanisław Lipiński, Seweryn Steinwurzel
- Musique : Henryk Wars
- Société de production : Sirena Film
- Pays de production :  Pologne -  Italie
- Langue originale : polonais
- Format : Noir et blanc - Son mono
- Genre : film de guerre
- Durée : 90 minutes
- Date de sortie :
  - Italie : 29 octobre 1946

## Distribution
- Paolo Carlini : Adam
- Renata Bogdańska : Irène Wolska
- Jadwiga Andrzejewska (pl) : Edwige
- Wieslawa Buczerowa
- Feliks Fabian (pl)
- Ludwik Lawiński (pl) : Adolf Hitler
- Mieczyslaw Malicz
- Bolesław Orlicz
- Józef Winawer : médecin
- Stanisław Belski (pl)
- Jadwiga Domańska (pl)
- Pietro Sharoff
- Nina Olenska : Helenka
- Andrey Orlich
- Stanislav Ossowski
- Michail Malich
- Konrad Tom

## Production
Le film a été tourné dans les studios de Cinecittà à Rome, les plus grands à l'époque, pendant l'été 1946. Les conditions de travail étaient difficiles : dans les scènes sibériennes, les tempêtes de neige étaient fabriquées avec de la naphtaline, dégageant ainsi une odeur insupportable, tandis que les acteurs devaient jouer avec des manteaux de fourrure et des bonnets, malgré la chaleur du studio de cinéma à huis clos. L'opéra de Lviv, qui apparaît dans les premières scènes du film, a été reconstitué de mémoire, en utilisant également des images originales que Waszyński a tournées dans l'ancienne ville polonaise.
L'objectif de la production du centre culturel du IIe corps d'armée polonais était de préserver clairement la mémoire du destin tragique et héroïque des soldats polonais qui sont arrivés en Italie via le Proche-Orient et ont combattu aux côtés des Alliés contre les Allemands. Le film comprend plusieurs scènes authentiques tournées par Waszynski pendant le long voyage des soldats du deuxième corps d'armée polonais, de la Sibérie à la bataille de Monte Cassino, en passant par le Proche-Orient. En outre, les personnages principaux sont originaires de Lviv et parlent dans de nombreuses scènes le dialecte polonais de cette ville. Parmi eux, le personnage d'Irène est interprété par Renata Bogdańska (de son vrai nom Iryna Jarosiewicz), qui épousera plus tard le général Władysław Anders.
Le montage de la version polonaise du film est achevé en 1946, tandis que la version italienne est achevée deux ans plus tard : en effet, une version italienne du film est également réalisée, en collaboration avec le réalisateur italien Vittorio Cottafavi, avec des tons plus légers et plus néoréalistes, afin de faire passer la production pour italienne et d'obtenir ainsi les contributions financières prévues par la loi italienne. Cependant, la Direzione Generale per il Cinema a exprimé de sérieux doutes quant à l'authenticité de la production italienne et à la participation effective de Cottafavi à la réalisation.

## Exploitation
Le film a été projeté en Italie en 1948 et est ressorti en 1952, mais il a été visionné par peu de spectateurs et est resté pratiquement inconnu.
Le film n'a jamais été projeté en Pologne jusqu'à la chute du communisme en 1989, en raison de son contenu antisoviétique politisé.
En 2015, une copie de la version italienne du film, alors pratiquement oubliée, a été fortuitement retrouvée dans un fonds d'entrepôt du Musée des sciences et des techniques de Milan. Le film a été entièrement restauré et numérisé par les Archivio nazionale cinema d'impresa d'Ivrée.

### Accueil critique
En 1952, lors de sa ressortie, le film a reçu des critiques médiocres, étant jugé comme « un film dépassé, en dehors de l'époque où il a été réalisé, et donc de peu d'intérêt, bien que le sujet ait un certain attrait ». Après la chute du communisme, le film a été redécouvert et célébré en Pologne comme une perle oubliée de la cinématographie polonaise, étant le seul film au monde sur la participation des troupes polonaises à la campagne d'Italie (avec des images authentiques de l'époque) ainsi que le seul film (avant 1989) montrant le sort des Polonais pendant la Seconde Guerre mondiale.
En 2014, Marek Maldis a réalisé le reportage Lunga strada della Grande strada, qui reconstitue l'histoire complexe du film de Waszyński, dont on connaît au moins quatre versions.